# Boyerstown

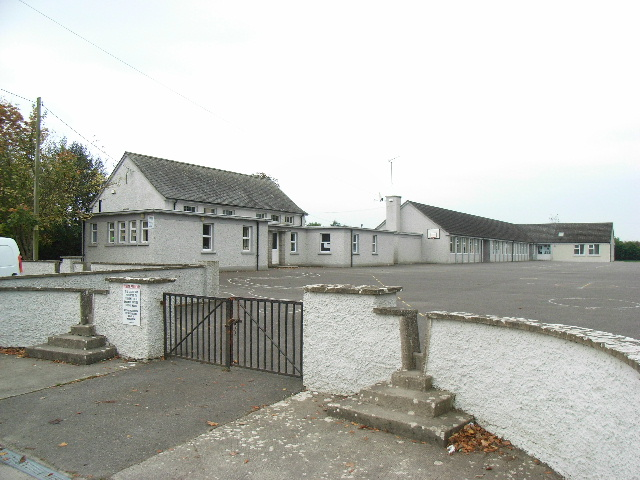
L'école publique Saint-Joseph, Boyerstown.

Boyerstown (en irlandais, Baile Baighe) est un petit townland dans le comté de Meath, en Irlande. 
Il est situé à côté de  la route nationale N5, à 5 km au sud-ouest de Navan.
La paroisse de Boyerstown, tout comme celle de Cortown, a toujours été liée à celle de Bohermeen, le prieur et le curé étant communs aux trois paroisses.
L'autoroute M3 passe à proximité.